# سيرة ذاتية وأسئلة لا مفر منها (كتاب)
سيرة ذاتية وأسئلة لا مفر منها أو مذكرات علي عزت بيغوفيتش أحد كتب الرئيس البوسني السابق علي عزت بيغوفيتش، يمثل الكتاب سيرة ذاتية من بداية حياته حتى ما بعد توقيع اتفاقية دايتون.

## الكتاب
يتناول الكتاب حياة الرئيس علي عوت بيغوفيتش، ويبين بيغوفيتش في كتابه كيف تحققت النهاية العادلة للصراع في بلاده في تسعينيات القرن الماضي، وكيف طالب بتحقيق العدالة داخل البوسنة وخارجها، على الرغم من وعود لم تف بها أوربة بعدم السماح بتكرار معسكرات الاعتقال، ويوضح رأي الآخرين به صعب المراس متشبثاً بمواقفه، جاهدا ليحيا بأسمى المبادئ، ويذكر أنه ولد في سراييفو عام 1925، وتعلم فيها، ومارس المحاماة وسجنه الشيوعيون اليوغسلاف عدة مرات لكتاباته الإسلامية، ثم انتخب رئيساً لبلاده بعد سقوط الشيوعية، وفوز حزبه السياسي في انتخابات 1990، ويعرض قيادته لبلاده بجرأة وإيمان بمبادئه الإسلامية والأوربية معا، وإعادة انتخابه عضو في الرئاسة الجماعية الثلاثية عام 1996، وتقديمه استقالته عام 2000 لعدم تعايشه مع دفع المجتمع الدولي الأمور باتجاه مخالف للمبادئ، ويتحدث عن سيرته الذاتية والمهنية محاميا، ونشاطه السياسي وقتاله مجاهداً، وبحثه العلمي، ويشير إلى حياته الممتدة بين أوائل القرن العشرين والحادي والعشرين.

## مقدمة الكتاب
تحدث علي عزت بيغوفيتش في مقدمة كتابه عن تأليف هذا الكتاب:
| سيرة ذاتية وأسئلة لا مفر منها (كتاب) | خاصة بي وحدي، وما يتبقى هو عرض للأحداث أكثر من سيرة ذاتية، إنه وصف للأحداث التي مرت بي خلال حياتي أسوقها هنا، على أكبر درجة من الدقة والإخلاص التي يمكن أن تكون عليها الرواية الشخصية للأحداث، لا أعرف كيف تكتب المذكرات، فلقد أدركت عند قراءتي لمذكرات تشيرشل الشهيرة، أن الكاتب في هذا النوع من الأدب، وكما يقول تشيرشل نفسه، يربط سجله للأحداث العسكرية والسياسة بخيوط تجربته الشخصية، ولذلك فإن المذكرات هي دوما وجهة نظر شخصية وليست موضوعية، وإنها ليست تاريخاً، حيث إنه لا يجب أن تتم كتابة التاريخ من قبل أولئك الذين يصنعونه أو يكونون جزءاً منه، ويتألف جزء كبير من هذا الكتاب من رسائل أو أجزاء من رسائلي وخطاباتي ومقالاتي الصحفية خلال تلك الفترة، ولقد ارتأيت أن أقتبس بعضاً منها كاملة أو أجزاء طويلة منها، لأنها كانت ردود فعلي المباشرة، وتعليقاتي السريعة والفورية على الأحداث عند تكشفها. ولذلك فإني أعد ردود فعلي تلك أصدق شاهد على تلك الأحداث. ولقد كان اقتباس الرسائل والخطابات والتعليقات وسيلة لتفادي تقويم الأشياء بعد انقضائها الذي غالباً ما يطغي على الكتابات من هذا النوع. وباختصار فإن السطور التالية هي الحقيقية كما أراها حقبة صعبة من تاريخنا | سيرة ذاتية وأسئلة لا مفر منها (كتاب) |

## أجزاء الكتاب[5]
- محتوى من حياتي.
- تاريخ البوسنة والهرسك الموجز.
- مرحلة الشباب والسجن الأولى.
- محاكمة سراييفو.
- تأسيس الحزب ومحاولة إعادة هيكلة يوغوسلافيا.
- يوميات الحرب.
- سيربرينتسا.
- الحرب والكماشة.
- يوميات دايتون.
- بعد مؤتمر دايتون.